# Experimentos de Vipeholm
Los experimentos de Vipeholm fueron una serie de experimentos con seres humanos. Los pacientes del Hospital Vipeholm Mental, en Lund, Suecia, recibieron una dieta a base de dulces con el objetivo de provocarles caries dental (1945-1955). Los patrocinadores de las pruebas fueron tanto la industria del azúcar y como la comunidad de dentistas, en un esfuerzo por determinar si los hidratos de carbono tenían relación con la formación de cavidades dentales.
El resultado de los experimentos ha proporcionado conocimiento profundo sobre salud dental, así como suficientes datos empíricos para asociar el consumo de azúcar con el desarrollo de caries dental. Pese a todo, hoy en día se considera que violaron los principios del código deontológico científico.

## Historia
El Servicio Dental Nacional de Suecia se fundó en 1938. Por aquel entonces la salud dental no era un asunto de preocupación pública y los casos de caries se encontraban extendidos en la sociedad. Se sospechaba que las dietas ricas en azúcar provocaban la caída dental, pero no existían pruebas científicas concluyentes al respecto. En 1945, el Comité médico encargó la realización de un estudio en esa línea. Esto supuso el comienzo de los Experimentos de Vipeholm. 
En Vipeholm, una localidad a las afueras de Lund, se encontraban las instalaciones más grandes del país para la atención de «retrasados ineducables» y se escogió para ser el lugar del mayor experimento científico jamás realizado con humanos hasta ese momento en Suecia. Hasta 1947, los empleados de Vipeholm también tomaban parte en el experimento, pero su participación se interrumpió, al descubrirse que era imposible controlar su ingestión de dulces.
Lo que había comenzado en 1945 como unas pruebas de vitaminas aprobadas por el gobierno, se reconvirtió en 1947, sin conocimiento de las autoridades políticas. Los investigadores decidieron, en consulta con el comité médico, comenzar a proporcionar azúcar en vez de vitaminas, para fomentar la pérdida dental utilizando una dieta extremadamente dulce y pegajosa.
Entre 1947 y 1949, se utilizó a un grupo de pacientes mentales como sujetos de un experimento a gran escala para provocar caries dental. Recibieron una alimentación basada en grandes cantidades de golosinas, algunas de los cuales se trataban de caramelos tipo toffee, desarrollados específicamente para pegarse mejor a los dientes, lo que produjo que muchos de ellos acabaran con los dientes completamente destrozados. Sin embargo, los investigadores tenían la sensación de que, científicamente hablando, el experimento había sido un gran éxito. 
El experimento de azúcar duró dos años. En 1949, las pruebas se revisaron de nuevo, ahora para probar una dieta con una cantidad rica en carbohidratos «más normal». Para entonces, unos 50 de los 660 sujetos del experimento ya habían perdido todos los dientes. 
Uno de los resultados prácticos del estudio fue la recomendación de que lo mejor para los dientes de los niños era comer caramelos solo una vez por semana, en vez de una cantidad total menor extendida durante toda la semana. Esta idea se convirtió en el «lördagsgodis» ('caramelo de sábado').

## El retraso en la publicación
La industria de pastelería había donado grandes sumas de dinero y toneladas de chocolates y caramelos para subvencionar las pruebas y no estuvo conforme con unos resultados que demostraban una relación directa entre el consumo de azúcar y el desarrollo de caries dental. Por esta razón, los investigadores retrasaron la publicación durante cuatro años. En 1953, cuando el estudio finalmente se publicó, surgió un debate crítico sobre las razones por las cuales se había retenido el artículo durante tanto tiempo.
Se acusó a los científicos de estar comprados por la industria. Sin embargo, en ese momento, no existía un debate público sobre la ética de los experimentos en sí. La actitud moderna sobre la profesión dental es muy diferente: un participante en el Estudio de Vipeholm, B. Krasse, escribió: «es obvio que, hoy en día, un comité investigador ético no aprobaría un proyecto como el Estudio de Vipeholm.» Explica: «La necesidad del estudio era obvia para nosotros, los dentistas» y afirma que el Parlamento sueco, y los medios informativos de entonces, solo comenzaron a debatir la ética del estudio en 1953.

## Revelaciones
Los estudios que ponen en cuestión la ética de estos experimentos no aparecieron hasta los años noventa.
En el año 2000, un defensor de los discapacitados suecos informó que los excesos cometidos durante el estudio no estaban justificados por sus resultados.
Elin Bommenel, una historiadora y estudiante de doctorado en la Universidad de Linköping, realizó un estudio minucioso de los experimentos en su disertación, publicada en 2006. Fue la primera investigadora en obtener acceso a los documentos originales del periodo experimental en Vipeholm.  Su investigación describe cómo los científicos se encontraron a sí mismos en la intersección entre investigación y cuidado, y bajo gran presión entre los intereses políticos y económicos. 